# Espinosa de Henares
Espinosa de Henares ist ein zentralspanischer Ort und eine Gemeinde (municipio) mit 690 Einwohnern (Stand: 2024) in der Provinz Guadalajara in der Autonomen Region Kastilien-La Mancha. Die Gemeinde gehört zur dünnbesiedelten Region der Serranía Celtibérica.

## Lage und Klima
Der ca. 745 m hoch gelegene Ort Espinosa de Henares liegt am Fluss Henares im Nordwesten der Alcarria, einer Landschaft im Norden des Südteils der Iberischen Hochebene (meseta). Die Provinzhauptstadt Guadalajara ist ca. 38 km (Fahrtstrecke) in südlicher Richtung entfernt; der sehenswerte Ort Brihuega liegt knapp 40 km südöstlich. Das Klima im Winter ist gemäßigt, im Sommer dagegen warm bis heiß; die eher geringen Niederschlagsmengen (ca. 420 mm/Jahr) fallen – mit Ausnahme der nahezu regenlosen Sommermonate – verteilt übers ganze Jahr.

## Bevölkerungsentwicklung
| Jahr      | 1857 | 1900 | 1950 | 2000 | 2019 |
| Einwohner | 355  | 461  | 600  | 576  | 628  |

Trotz der Mechanisierung der Landwirtschaft, der Aufgabe bäuerlicher Kleinbetriebe und des daraus resultierenden Verlusts von Arbeitsplätzen auf dem Lande ist die Einwohnerzahl der Gemeinde seit der Mitte des 20. Jahrhunderts nicht zurückgegangen. Dies liegt auch an der Eingemeindung zweier Dörfer (aldeas) bzw. Weiler (pedanías).

## Wirtschaft
Die Menschen früherer Jahrhunderte lebten hauptsächlich als Selbstversorger vom Ackerbau und von der Viehwirtschaft, deren haltbare Produkte (Käse, Wurst, Tierhäute und Wolle) bei fahrenden Händlern getauscht oder verkauft werden konnten. Auch Handwerker und Dienstleister waren im Ort ansässig.

## Geschichte
Entlang der von Emerita Augusta (Mérida) nach Caesaraugusta (Saragossa) durch das Tal des Río Henares verlaufenden Römerstraße wurden auf dem Gebiet der Gemeinde sowohl die Fundamente römischer Landgüter (villae rusticae) als auch Kleinfunde entdeckt. Aus westgotischer Zeit stammt eine hier gefundene kostbare Adlerfibel, die heute Museo Arqueológico Nacional de España in Madrid aufbewahrt wird. Die Mauren hinterließen keine verwertbaren Spuren. In der zweiten Hälfte des 11. Jahrhunderts wurden sie durch die Armee König Alfons VI. von León wieder aus der Region vertrieben (reconquista); anschließend begann die Phase der Neu- oder Wiederbesiedlung (repoblación) durch Christen aus vielen Teilen der Iberischen Halbinsel. Eine schriftliche Erwähnung des Ortsnamens aus dem Frühmittelalter ist nicht bekannt und so geht man von einer Entstehung im 11. oder 12. Jahrhundert aus. Im 14. Jahrhundert gehörte die Gegend zum Besitz von Iñigo López de Orozco, dessen erbberechtigte Tochter Teresa die Ehe mit Pedro González de Mendoza († 1385) aus dem aufstrebenden Haus Mendoza einging, in dessen Händen der Ort Espinoza bis ins frühe 19. Jahrhundert verblieb.

## Sehenswürdigkeiten

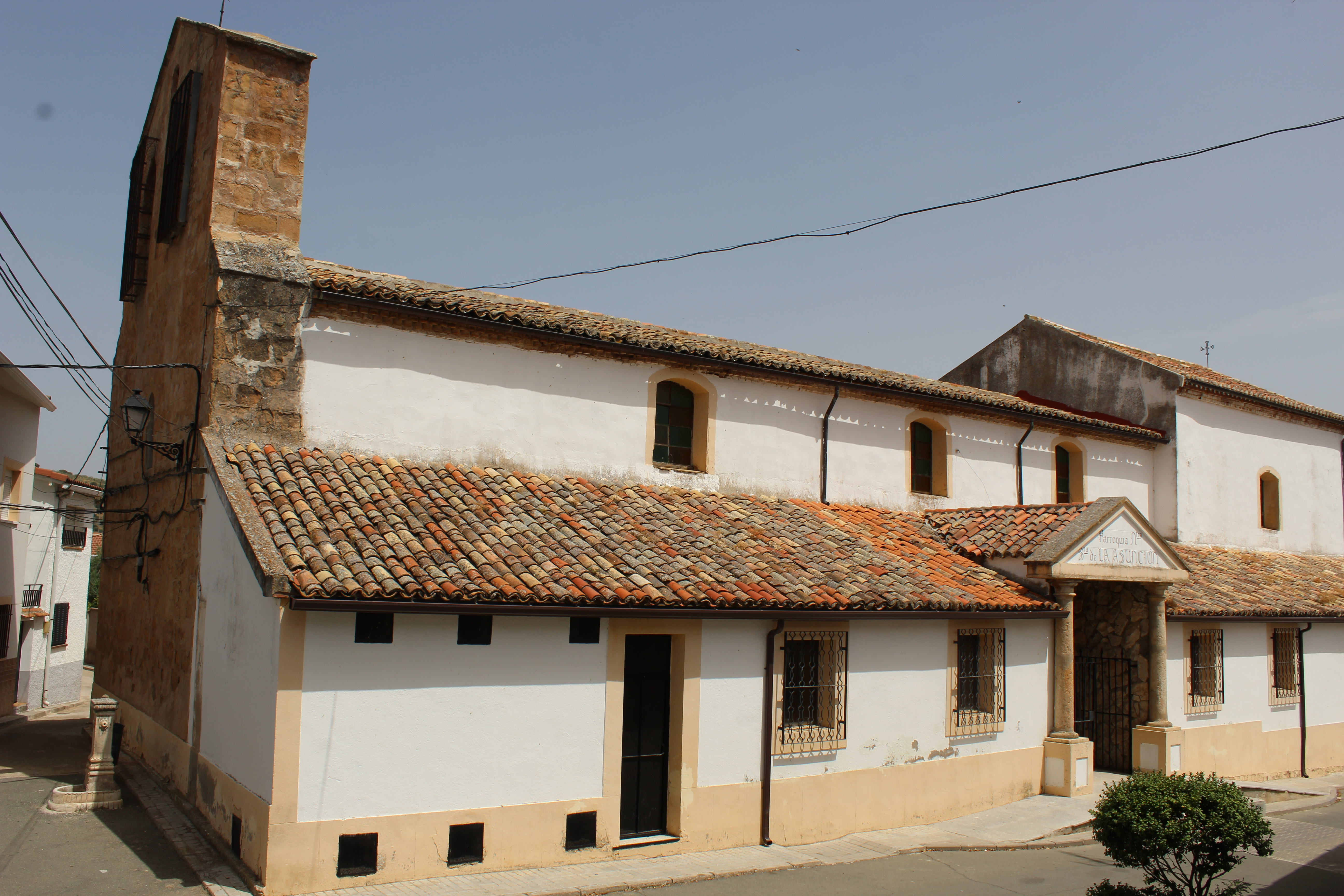
Espinosa de Henares – Kirche

- Die fünfbogige Brücke über den Río Henares geht möglicherweise auf einen antiken Vorgängerbau zurück; in ihrer heutigen Gestalt stammt sie aus dem 15. Jahrhundert.
- Ein Gebäude mit Balkon, bekannt als (Palacio), steht an der Stelle einer ehemaligen Burg (castillo).[5]
- Die einschiffige Iglesia de la Asunción entstand im 16. Jahrhundert; der Glockengiebel (espadaña) könnte noch aus dieser Zeit stammen. Altarraum und Kirchenschiff werden von Holzdecken überspannt. Im 17. und 18. Jahrhundert kamen ein barockes Altarretabel und eine Orgel hinzu. Beide wurden im Spanischen Bürgerkrieg (1936–1939) zerstört.
- Die kleine Ermita de Nuestra Señora de la Soledad steht am nördlichen Ortsrand. Auffällig ist ihr kuppelförmig geschwungenes Dach.
- Der Klarissen-Konvent wurde im Jahr 1899 gegründet.